# Marion Coates Hansen
Pour les articles homonymes, voir Hansen.
Marion Coates Hansen, née Marion Coates (env. 1870 – 2 janvier 1947), est une féministe et suffragette britannique. Elle fonda la Ligue pour la Liberté des Femmes en 1907. Elle est membre de l'ILP (Independent Labour Party) et de la WSPU (Women Social and Political Union).